# NGC 7285
NGC 7285 је спирална галаксија у сазвежђу Водолија која се налази на NGC листи објеката дубоког неба.
Деклинација објекта је - 24° 50' 26" а ректасцензија 22h 28m 37,8s. Привидна величина (магнитуда) објекта NGC 7285 износи 11,9 а фотографска магнитуда 12,8. NGC 7285 је још познат и под ознакама ESO 533-32, MCG -4-53-5, VV 74, ARP 93, AM 2224-250, PGC 68953.